# دیر قانون
دیر قانون (به عربی: دیر قانون) یک روستا در سوریه است که در استان ریف دمشق واقع شده‌است. دیر قانون ۴٬۲۱۳ نفر جمعیت دارد.